# 台中豐邑Moxy酒店
台中豐邑Moxy酒店（英語：Moxy Taichung）位於台中市南屯區，酒店由豐邑機構投資開發，加盟萬豪國際的Moxy酒店品牌，為亞洲第五間Moxy酒店，共有262間客房，2020年9月17日開始試營運。

## 交通資訊
- 搭乘臺中捷運綠線至豐樂公園站

## 周邊環境
- 好市多台中店
- 迪卡儂南屯店
- 豐樂雕塑公園

## 外部連結
- 官方网站